# ニューヨーク (お笑いコンビ)
ニューヨークは、吉本興業（東京本社）所属のお笑いコンビ。2010年結成。NSC東京校15期生。

## メンバー
嶋佐 和也（しまさ かずや、1986年〈昭和61年〉5月14日 - ）（39歳）
ボケ（ネタによってはツッコミ）担当。立ち位置は向かって左。
- 山梨県富士吉田市出身。山梨県立吉田高等学校、神奈川大学卒業。
- 身長168 cm、体重58 kg。血液型O型。
- 4歳下の弟が1人おり、東京で美容師をしている。兄弟仲は良好で、弟に散髪してもらったり、弟のInstagramに登場することがある。
- 趣味・特技：プロレス、空手初段（極真空手）、格闘技鑑賞、映画鑑賞（週5、6本）、CD収集（700枚）、パチンコ、モノマネ、献血（約30回）、人から服を貰うこと。韓国カルチャーへの造詣が深く、K-POPグループTWICEへの熱量も高い。ヴィジュアル系バンドや1990年代から2010年代までのロックにも詳しい。
- コンビのYouTubeチャンネル「ニューヨーク Official Channel」の企画『夢のテレビ欄を作ろう！テレビ東京編』にて、「アニメなら夕方には『ビーストウォーズ 超生命体トランスフォーマー』を入れる」と豪語した。
- 中学時代は2年生まで帰宅部であったが、3年生の時に柔道部に所属。同郷で同い年である元レスリング選手の米満達弘と対戦し、5秒で倒された経験を持つ。高校時代は帰宅部であった。高校3年生の時に空手初段に昇段した。
- 部屋が汚かったが、バラエティ番組『バチバチエレキテる』（フジテレビ）のロケで自宅にBB弾を50万発ばらまかれたことを機に部屋がきれいになった。
- 2016年5月から地元・富士吉田市の「富士吉田ふるさと応援団」に就任。

屋敷 裕政（やしき ひろまさ、1986年〈昭和61年〉3月1日 - ）（39歳）
ツッコミ（ネタによってはボケ）担当。立ち位置は向かって右。
- 三重県熊野市出身。三重県立木本高等学校、同志社大学文学部社会学科メディア学専攻（現社会学部メディア学科）卒業。
- 身長174 cm、体重67 kg。血液型A型。
- 趣味・特技：ADモノマネ、空手二段（伝統派空手、高校時代東海大会で優勝）、顎にペットボトルを貼り付ける、版画、三味線、漫画。
- 兄弟はおらず、一人っ子。
- 好きなテレビは恋愛バラエティ。特に『テラスハウス』が好きである
- 15歳のときに、ゆずや19に憧れ「15（いちご）」というデュオを組んでいた。ラジオ番組『アッパレやってまーす!』（MBSラジオ） 火曜日にレギュラー出演時、田村淳（ロンドンブーツ1号2号）の提案で「15」を再結成した。相方はオーディションで優勝したリスナーの赤いたぬちゃん。持ち歌は『始まりの音』『真冬のガフーフ』。
- 芸人になる前はIVSテレビ制作に勤務し、『ネプリーグ』（フジテレビ）『ザ!鉄腕!DASH!!』（日本テレビ）のADをしていた。
- 大学時代、東ブクロ（さらば青春の光）とカズレーザー（メイプル超合金）が組んでいたコンビの漫才を学園祭で観客として見ていた。2人の属していた喜劇研究会に入ろうと思ったが、部員に「俺らめちゃくちゃタバコ吸うけどそれでもよければ」と言われ「面白くない」と感じ、テニスサークルに入った。
- 2020年のコロナ禍における自粛期間中に版画を始め、クラウドファンディングで個展開催費用100万円を集めた。主なモチーフは芸人仲間の肖像。
- 小学生のころに友達を誘って一緒にジャニーズ事務所に履歴書を送ったことがある。
- 自称「端正な顔立ち」をしている。
- 2022年3月1日に一般女性との結婚を発表した。
- 2022年10月1日に放送された『オールスター感謝祭’22秋』（TBSテレビ）にて、3位のファーストサマーウイカ、2位の二宮和也を抑え総合1位となり、賞金100万円を獲得した。
- 2025年6月29日、第1子女児の誕生を報告した。

## 経歴
嶋佐と屋敷はNSC東京校15期の同期であり、NSCで選抜クラスに入っていた屋敷が、嶋佐を誘って結成した。コンビ名は「ダサいカタカナの名前にしたかった」というのが由来で、当初はニューヨークの後に何かをつける予定であったが、ニューヨークのまま定着した。
結成3年目で『バチバチエレキテる』レギュラーに起用されるなど早くから東京吉本のホープとして頭角を現すも、賞レースでは結果が振るわず、「ネクストブレイク」のポジションを脱しきれない時期が続いた。唯一のレギュラーであったラジオ番組が終了した2018年は、コンビ仲が悪化して解散寸前であった。2019年からYouTubeチャンネルを本格的に始め、『M-1グランプリ2019』で初の決勝進出。トップバッターとして出場し最下位に終わるも、松本人志（ダウンタウン）の審査コメントに「最悪や！」と悪態をついてみせた屋敷の対応は笑いやすい空気を作ってくれたと評価され、「史上最高」とうたわれるようになる同大会の「MVP」とも呼ばれた。
『M-1グランプリ2020』で2度目の決勝進出、『キングオブコント2020』では準優勝。『キングオブコント2021』も決勝に進出し、優勝候補の呼び声が高かったが最下位となり、「前年準優勝者が翌年最下位に沈む」というジンクスが3年連続で成り立った（2019 わらふぢなるお→2020 うるとらブギーズ→2021 ニューヨーク）。2022年以降は賞レースへの不参加を表明。
お笑い第七世代に噛み付く泥臭さをきっかけにバラエティ番組で躍進し、2021年のブレイクタレントランキングで3位にランクイン。

## 芸風
漫才、コント共に行う。皮肉や偏見に満ちた 底意地の悪さを湛えたネタが持ち味。嶋佐は標準語で、屋敷は紀州弁に近い三重弁で話す。「スピード違反」「曲作り」「結婚式に乱入」などのネタがある。嶋佐の演技力が武器であり、「窪塚洋介や市原隼人が演じるようなヤンキー」など、映画やテレビドラマを元ネタにしたものも多い。漫才では「KREVA」「稲垣吾郎」などを嶋佐が演じ、「もしプライベートの有名人と出会ったら」をシミュレーションするシリーズがある。
ネタ作りは2人（場合によっては作家も加えて）で雑談をしながら固めてゆく。実体験をもとに設定を考えることもある。

## エピソード
- インターネット配信番組『バチバチエレキテるZer0』のスポンサーであるSKY（エスケーワイ）工業株式会社は、嶋佐の父が代表を務める会社である。バチバチエレキテるZer0の第1回配信内で嶋佐が実家に電話をし同番組のスポンサーになってもらえないか打診したところ、父親がその場で快諾しスポンサー第1号となった。第2回配信ではバチバチメンバーの衣装に同社のワッペンがつけられ、また、嶋佐親子と屋敷を含めた数名が出演するCMが番組内で配信された[32][33]。
- 2016年1月17日放送の『ニノさん』（日本テレビ）にて「吉本クリエイティブエージェンシーが2016年に2番目に推す芸人」として登場。1番は横澤夏子。2番の理由は「実力はあるのに可愛げがないから」だった。番組では各事務所の2番推しの4組が出演し、2位になれば優勝という企画のため、4組中2位に入って優勝した[34]。
- 2017年12月23日、ニコニコ生放送公式による番組「【ニコめし】独りでも寂しくない！聖夜のクリスマス飯！！」に出演し、料理動画を配信をしている男性と共演。その際に料理を作っていた男性に野次をしつこく繰り返し、激昂させた。その後も悪びれずに笑いながら煽る姿に気を悪くした視聴者から虐めではないかとニューヨークに対する批判が殺到、炎上する事案が発生。24日未明に男性は自身のTwitterで「ぶち切れてすいませんでした」と謝罪文を掲載。25日には「ニコニコ運営からは、謝罪をいただきました」と報告したが、「吉本興業から謝罪ありませんでした。収録後ニューヨークは、すく逃げて帰った。一言も話をしてません」とも伝えた[35]。25日、ニコニコ運営は男性に謝罪したと発表。同日に謝罪文を掲載した[36]。12月28日、Twitter上で嶋佐・屋敷両名から謝罪が行われた[37]。
- 2021年3月4日放送の『プレバト!!』（毎日放送）にて、屋敷が丸シールアートの査定に挑戦。初製作で満点を獲得し特待生認定を受けた（千原ジュニア（千原兄弟）、辻元舞に続き3人目）。
- 2019年12月22日放送のM-1グランプリ2019と2021年10月2日放送のキングオブコント2021にて、史上初めて両大会において最下位を取ったことがあるファイナリストとなった。両大会とも1位の芸人が大会最高得点を更新しており（前者はミルクボーイ、後者は空気階段）、そしてニューヨークも最下位の最高得点を更新しているという共通点がある[注 1]。
- 2022年5月4日、自身の冠番組『NEWニューヨーク』（テレビ朝日）にてファッション雑誌『VOCE』（講談社）とコラボし、新たな宣材写真を撮影。その後写真を選定したのち、実際にプロフィール写真を更新した[38]。
- コンビとして拗ねていた時期に『ABChanZoo』（テレビ東京）にゲスト出演し、A.B.C-Zに世話になったことがきっかけで、河合郁人とは飲み仲間である[注 2]。
- プロフィールの項にも書いてあるようにコンビで空手経験者[39]。
- 文春オンラインによる「好きな芸人ランキング」ではサンドウィッチマンなどを抑え、ニューヨークが1位になっていることで疑惑がもたれているが、2024年11月の『ザ!世界仰天ニュース』で屋敷は、人気投票で上位に君臨し続ける理由について「僕のオカンと僕の奥さんのオカンが知り合い130人くらいに電話して投票させてたんですよ。とんでもない組織票で、3年連続1位だった。もう解放されたい、あのランキングから」と真実を告白した[40]。また、『ドリーム東西ネタ合戦2025』の中では更に、ニューヨークが1位であることに誰も納得していなくて2023年で廃止されていたことを明かし、司会の浜田に「なんでニューヨークなん？」と繰り返された[41]。

## 賞レースでの戦績

### キングオブコント
| 年度（回）       | 結果         | 備考                                                 |
| ---------------- | ------------ | ---------------------------------------------------- |
| 2010年（第3回）  | 2回戦進出    |                                                      |
| 2011年（第4回）  | 2回戦進出    |                                                      |
| 2012年（第5回）  | 準々決勝進出 |                                                      |
| 2013年（第6回）  | 2回戦進出    |                                                      |
| 2014年（第7回）  | 準決勝進出   |                                                      |
| 2015年（第8回）  | 準決勝進出   |                                                      |
| 2016年（第9回）  | 2回戦敗退    |                                                      |
| 2017年（第10回） | 準決勝進出   |                                                      |
| 2018年（第11回） | 2回戦敗退    |                                                      |
| 2019年（第12回） | 準々決勝進出 |                                                      |
| 2020年（第13回） | 決勝2位      | 決勝キャッチフレーズ「隠れ悪意のファンタジスタ」     |
| 2021年（第14回） | 決勝10位     | 決勝キャッチフレーズ「悪意を操る無冠のブレイク芸人」 |

### Mｰ1グランプリ
| 年度             | 結果         | No.  | 備考                                     |
| ---------------- | ------------ | ---- | ---------------------------------------- |
| 2010年（第10回） | 1回戦敗退    | 415  |                                          |
| 2015年（第11回） | 準々決勝進出 | 2306 |                                          |
| 2016年（第12回） | 準決勝進出   | 1581 | 予選10位、敗者復活戦12位                 |
| 2017年（第13回） | 準決勝進出   | 2468 | 予選12位、敗者復活戦8位                  |
| 2018年（第14回） | 準々決勝進出 | 2744 |                                          |
| 2019年（第15回） | 決勝10位     | 2594 | 決勝キャッチフレーズ「漫才ジョーカー」   |
| 2020年（第16回） | 決勝5位      | 1602 | 決勝キャッチフレーズ「ダークにリベンジ」 |
| 2021年（第17回） | 準決勝進出   | 3980 | 敗者復活戦8位                            |

### その他
- 2014年 第35回 ABCお笑いグランプリ 決勝進出（9位）
- 2014年 THE MANZAI 認定漫才師
- 2015年 第36回 ABCお笑いグランプリ 決勝進出（4位）
- 2015年 マイナビ Laughter Night グランドチャンピオン
- 2015年 渋ｰ1グランプリ 優勝
- 2016年 第37回 ABCお笑いグランプリ 決勝進出（Bブロック 3位）
- 2017年 大食利IPPAIグランプリ 優勝（嶋佐）
- 2018年 第3回 上方漫才協会大賞 話題賞
- 2019年 歌ネタ王決定戦 準決勝進出
- 2020年 相席食堂「街ブラ-1グランプリ」優勝（初代王者）
- 2021年 第8回 ゴッドタン｢ネタギリッシュNIGHT｣ 優勝

## 出囃子
- ザ・ストロークス「ニューヨーク・シティ・コップス」

## 出演

### テレビ
現在のレギュラー番組
- ラヴィット!（TBSテレビ、2021年4月1日 - ） - 木曜レギュラー
- まだアプデしてないの? → まだアプデしてないの? Presents 逆転男子→なにわ男子の逆転男子（テレビ朝日、2021年4月17日 - ） - MC
- ザ・グレイテスト・ヒッツ（NHK総合、2025年4月5日 - ） - MC
- ニューかまー（TBSテレビ、2025年5月12日 - ） - MC・冠番組

不定期出演
- 有吉の壁（日本テレビ）
- アッコにおまかせ!（TBSテレビ）
- 水曜日のダウンタウン（TBSテレビ）
- THE神業チャレンジ（TBSテレビ）

過去のレギュラー番組
- バチバチエレキテる（2013年4月17日 - 9月18日、フジテレビ）
- カウントダウン E.T（2013年7月 - 2014年3月、MUSIC ON! TV）- 屋敷のみバイト君として週替り出演。
- NEWニューヨーク（2021年4月2日 - 2023年3月29日、テレビ朝日）- 冠番組
- TALKIN' ABOUT（2021年4月17日 - 9月25日、TOKYO MX） - MC　9月以降は配信番組として継続
- イコノイ、どーですか?（2021年4月20日 - 9月27日、TBS） - MC
- ニンジャラ・ナンジャラ（2021年10月2日 - 12月25日、テレビ愛知） - MC
- マッドマックスTV（2021年10月27日 - 2023年9月27日、ABEMA・テレビ朝日） - MC
- TBSスター育成プロジェクト 私が女優になる日_（2021年11月14日 - 2024年3月31日、TBSテレビ）- スペシャルサポーター→MC
- 見取り図×ニューヨークのなりたいテレビ（2022年2月26日 - 3月12日、日本テレビ）- MC
- ニューヨークと蛙亭のキット、くる!!（2022年4月 - 2023年3月、テレビ神奈川）
- 爆問×伯山の刺さルール!（2022年4月6日 - 2023年9月20日、テレビ朝日） - レギュラーパネラー（嶋佐のみ）
- 超絶限界（2022年10月1日 - 2023年9月30日、フジテレビ）- MC
- アヤツリ・スクワッド（2023年4月7日 - 5月11日、テレビ東京）- MC
- 川島明の芸能界㊙通信簿（2023年4月15日 - 9月9日、フジテレビ）- 通信薄作成委員会として不定期出演。
- ジョンソン（TBSテレビ、2023年10月23日 - 2024年9月30日 ）
- ニュージェネ!（2024年1月 - 3月、NHK BS プレミアム）- MC
- ニューヨークですが…何か?（フジテレビ、2024年4月11日 - 9月12日 ）- 冠番組
- 匿名トークショー（テレビ朝日、2024年6月6日 - 6月27日） - 屋敷のみMC

特別番組
＊MCもしくはメインキャスト
現在
- 口を揃えた怖い話（2022年3月22日 - 、TBSテレビ）- MC
- 土曜スペシャル「ニューヨークの入浴旅」（2022年6月18日 - 、テレビ東京）
- ニューヨークのクイズ!いつの間に!?（2022年7月31日・12月31日・2023年7月29日・8月19日・2024年2月4日、東海テレビ）
- ニンジャラ・ニューヨークアカデミー（2023年1月21日・1月28日・2024年1月6日・1月13日・2025年1月4日・1月11日、テレビ東京）
- 勝手に!漫画アワードNEO（2023年12月30日 - 、ABCテレビ）- MC

過去
- こじるり&ニューヨークのおもてなしマスターはどっちだ!?（2021年6月19日、テレビ愛知）
- すてきに帯らいふ（2021年12月23日、TBS） - MC
- ネガポジ ニュージャパニーズ（2021年12月29日、日本テレビ） - MC
- 元旦に爆誕!ネクストブレイク芸人ガチャ2022（2022年1月1日、テレビ東京） - MC
- 本気を出しちゃってもいいかしら?（2022年3月19日、読売テレビ）- MC
- ニューヨークさん、山梨がヤバイっす!（2022年3月31日、山梨放送）
- 日曜ビッグバラエティ「凄カワどうぶつ図鑑」（2022年5月1日、テレビ東京）- MC
- ニューヨークの休日（2022年6月14日、静岡第一テレビ）
- LIVE STAND特番!〜BSもLaughにいこうぜ!〜（2022年8月20日、BSよしもと）- MC
- サンバリュ（日本テレビ）
  - ご当地丼カーJAPAN（2022年8月21日）- 屋敷のみ
  - ANTS 〜全部運べば一攫千金（2024年11月17日）- MC

- 私たちの聖地が尊すぎる。（2022年11月28日、中部日本放送）- MC
- ニューヨークの富士山・山梨開運ツアー（2023年1月3日・2024年1月3日、山梨放送）
- 土曜☆ブレイク（TBS）
  - 師匠がヌキウチ訪問!海の向こうのお弟子サン」（2023年2月25日）- MC
  - ときめきキャッスル〜迫りくるキュンを我慢できますか?〜（2023年3月25日）- 執事（MC）

- 東海地方の皆さんとお写真を! パシャパシャニューヨーク（2023年5月31日、中部日本放送）
- ニューヨークのニュー青春TV（2023年7月23日・8月6日、日本テレビ）
- TBSドラマ合同制作発表 ドラマコレクション（2023年10月14日・2024年4月7日、TBS）- MC
- 芸人ニューヨークの勝手に占っちゃいました!（2023年12月17日、TOKYO MX）- MC
- やすとものNEWSここ3ヶ月（2023年12月20日・2024年3月27日・7月10日、毎日放送）- 進行
- 上沼恵美子のもしも夫がゾンビになったら（2024年1月4日、読売テレビ）- 屋敷∶MC、嶋佐∶パネラー
- 恋のタラレBAR 〜あのとき○○していれば〜（2024年2月4日、関西テレビ）- MC
- THEバディ〜最強の2人を決めるクイズショー〜（2024年5月31日・6月7日、日本テレビ）- 屋敷のみバディMC
- 正解は現地で（2024年8月31日・2025年1月2日、読売テレビ）- 屋敷のみ進行
- ダサいってTV（2024年9月13日、テレビ朝日）- MC
- フィギュアの謎100Q 〜ニューヨークvs元日本代表〜（2024年10月4日、メ〜テレ）
- V.I.P ーGRAPEVINEー（2025年6月25日、スペースシャワーTV）- 嶋佐のみMC
- 長野・富山・石川 北陸新幹線で行く ニューヨークの駅ナカB級グルメ対決!（2025年7月30日、北陸放送）

### ラジオ
現在のレギュラー番組
- ニューヨークのニューラジオ（2019年1月27日 - 、YouTube）
- 水曜喋るズ「リリー・嶋佐のソプラノC」（2025年1月8日 - 、TOKYO FM） - 嶋佐のみ
- 音楽酒場「音ぼけ」（2025年1月31日 - 、stand.fm） - 嶋佐のみ

過去のレギュラー番組
- ニューヨークのオールナイトニッポン0(ZERO)（2016年3月31日 - 2017年3月31日、ニッポン放送） - 木曜パーソナリティ
- アッパレやってまーす!（2017年4月11日 - 2018年4月3日、MBSラジオ） - 火曜日パーソナリティ
- 紗倉まなとニューヨークのマジックミラーナイト（2021年4月4日 - 2023年3月26日、文化放送）
- ニューヨーク・小湊よつ葉のマジックミラーナイト（2023年4月2日 - 12月31日、文化放送）
- ニューヨークと矢埜愛茉の夜遊びジャングル（2024年1月14日 - 3月31日、文化放送）※第1回放送のみ「ニューヨークのラジオ（仮）」のタイトルで放送

特別番組
- マイナビ Saturday Night（TBSラジオ）
- ニューヨークの『この時間、アンテナ調整してるんだったらやらせてください』（2015年12月13日、TBSラジオ） - 『マイナビ Saturday Night Laugh』のチャンピオン大会「マイナビ Saturday Night Laugh Champion Live!!」の優勝特番。
- 武藤敬司の富士山からムーンサルトプレス（2023年7月1日、YBSラジオ）※YBS開局特別番組。山梨出身かつ武藤ファンということで出演。

### テレビドラマ
- 五つ星ツーリスト〜最高の旅、ご案内します!!〜（2015年1月16日、日本テレビ） - ラーメン屋店員
- 私 結婚できないんじゃなくて、しないんです 第4話（2016年5月6日、TBSテレビ） - 合コンに参加した男
- ランチ合コン探偵〜恋とグルメと謎解きと〜 第7話（2020年2月20日、読売テレビ） - 警察官
- 差出人は、誰ですか? 第9話（2022年10月24日、TBSテレビ） - 光根（嶋佐）[78]
- 心はロンリー気持ちは「…」FINAL（2024年4月27日、フジテレビ）[79]

### Web番組

#### 現在の番組
- ニューヨークジャック（2021年1月 - 、Twitter）
- TALKIN' ABOUT（2021年3月9日 - 、YouTube） - MC[49][80]
- シャッフルアイランド（2021年11月16日 - 、ABEMA） - MC（屋敷のみ）
- 愛のハイエナ2（2024年3月26日 - 、ABEMA）
- デスキスゲーム（2025年9月9日配信予定、Netflix） - 嶋佐のみ

#### 過去の番組
- アベマショーゴ（2016年12月5日 - 2017年3月24日、AbemaTV） - 火曜MC[81]
- 桃色♡ゲームチャンネル（2018年1月25日 - 4月26日、AbemaTVウルトラゲームス）[82]
- OWV グループ結成記念生配信特番（2020年6月4日、GYAO!） - 屋敷のみMC出演
- こんな美人をフルなんて（2021年6月13日[83] - 7月25日、ABEMA） - MC
- ニューヨーク恋愛市場（2021年9月28日[84] - 2023年3月21日、ABEMA） - MC
- 紗倉まなとニューヨークのマジックミラーライブ（2021年10月26日、FANY Online）[85]
- 美偉人伝（2021年11月12日 - 2022年4月22日、U-NEXT） - MC
- TOON GATE 縦スクマンガ制作リアリティショー（2022年6月28日 - 7月29日、YouTube）  - MC[86][87]
- HITOSHI MATSUMOTO presents ドキュメンタル（2023年、Amazonプライム・ビデオ） - シーズン13出演
- 愛のハイエナ（2023年7月11日 - 18日・8月29日 - 11月21日、ABEMA）[88]
- 最強新コンビ決定戦 THE ゴールデンコンビ（2024年10月31日、Amazonプライム・ビデオ） - 屋敷のみ[89]
- シークレットNGハウス（2025年3月27日 -、Amazon Prime Video）- 屋敷のみ[90]
- 罵倒村（2025年5月13日、Netflix）- 屋敷のみ [91]

### 映画
- ザ・エレクトリカルパレーズ（2020年）
- 劇場版 ほんとうにあった怖い話 事故物件芸人（2021年）
- ちょっと思い出しただけ（2022年） - 屋敷のみ
- うぉっしゅ（2024年） - 嶋佐のみ

### MV
- THEラブ人間「ズタボロの君へ」（2020年）[92]
- ナナイロ「君の味方」（2020年）
- ナナイロ「楽しめる時間」（2021年） - 屋敷のみ
- ナナイロ「バニラ」（2021年） - 嶋佐のみ

### CM
- ネスレ日本「キットカット」（2022年）[93]
- 日本郵政（2022年） - 嶋佐のみ[94]
- SMBCコンシューマーファイナンス「プロミス」（2024年4月20日-  ）- 当初は嶋佐のみ、後に屋敷も出演。
- 日本マクドナルド「マックフルーリー ニューヨークチーズケーキ」（2025年1月16日 - ）
- 三井住友カード（2025年8月14日 - ）[95]

## ライブ

### 単独ライブ
2013年
- 3月15日 - 「Sex and New York」（ヨシモト∞ホール/東京）
- 6月20日 - 「COME WITH US」（ヨシモト∞ホール/東京）

2014年
- 3月28日 - 「I LOVE NY」（ルミネtheよしもと/東京）

2015年
- 3月22日 - 「NEW YORK DREAM」（ルミネtheよしもと/東京）
- 7月26日 - 「PERFECT SUMMER」（ルミネtheよしもと/東京）
- 11月21日 - 「THE NEW YORK〜Love〜」（ルミネtheよしもと/東京）※DVD収録ライブ
- 12月4日 - 「THE NEW YORK〜Peace〜」（ルミネtheよしもと/東京）※DVD収録ライブ

2016年
- 5月3日 - 「GOLDEN NEW YORK」（ルミネtheよしもと/東京）
- 7月29日 - 「爆弾」（ルミネtheよしもと/東京）
- 8月24日 - 「NEW YORK GRAND KAGEZ」（なんばグランド花月/大阪）

2017年
- 2月24日 - 「嶋佐&屋敷」（ルミネtheよしもと/東京）
- 7月1日 - 「花」（ルミネtheよしもと/東京）
- 8月21日 - 「NEW YORK GRAND KAGEZ」（なんばグランド花月/大阪）
- 12月15日 - 「YASHIKIS'」（東京国際フォーラム ホールC/東京）

2018年
- 2月19日 - 「NEW NEW YORK」（なんばグランド花月/大阪）
- 3月2日 - 「NEW NEW YORK」（ルミネtheよしもと/東京）
- 7月27日 - 「NY SKISKI」（ルミネtheよしもと/東京）
- 8月7日 - 「NY SKISKI」（なんばグランド花月/大阪）

2019年
- 4月19日〜21日 - 「ありがとう」（CBGKシブゲキ!!/東京）
- 7月14日 - 「ありがとう」（ABCホール/大阪）

2020年
- 5月1日〜3日 - 「Natural」（ルミネtheよしもと/東京） - 公演延期

2021年
- 「Natural」
  - 8月25日〜27日 - 東京・ルミネtheよしもと
  - 9月17日 - 大阪・なんばグランド花月

2022年
- 「Last Message」
  - 6月25日・26日 - 大阪・COOL JAPAN PARK OSAKA TTホール
  - 7月18日 - 福岡・よしもと福岡
  - 7月30日・31日 - 東京・恵比寿ガーデンホール

2023年
- 「虫の息」
  - 7月12日 - 愛知・名古屋市芸術創造センター
  - 7月22日 - 福岡・よしもと福岡ダイワファンドラップ劇場
  - 8月5日・6日 - 大阪・梅田芸術劇場 シアター・ドラマシティ
  - 8月11日 - 北海道・共済ホール
  - 8月17日～20日 - 東京・東京芸術劇場 プレイハウス

2024年
- 「そろそろ、」
  - 7月6日・7日 - 東京・銀座ブロッサム
  - 7月17日・18日 - 愛知・中日ホール
  - 7月30日 - 宮城・電力ホール
  - 8月3日・4日- 福岡・よしもと福岡ダイワファンドラップ劇場
  - 8月8日・9日 - 大阪・TTホール

2025年
- 「将来の夢」
  - 8月15日・16日・17日 - 東京・IMM THEATER
  - 8月30日・31日 - 福岡・よしもと福岡 大和証券劇場
  - 9月12日・13日・14日 - 大阪・COOL JAPAN PARK OSAKA TTホール
  - 9月15日 - 新潟・りゅーとぴあ 新潟市民芸術文化会館・劇場
  - 9月23日 - 静岡・静岡市清水文化会館マリナート 大ホール
  - 10月5日 - 宮城・電力ホール
  - 10月12日・13日 - 会場：愛知・中日ホール
  - 10月17日・18日・19日 - 東京・有楽町よみうりホール

### トークライブ
- 「New York City Cops」 - 2、3ヶ月に一度行うトークライブ

### その他
- New York Jam Session - ニューヨークとゲスト2組の計3組がネタとトークを披露するライブ。（）内はゲスト。
  - 第1回：2013年9月17日（うしろシティ、ラブレターズ）
  - 第2回：2013年11月17日（浜口浜村、ぽ〜くちょっぷ）
  - 第3回：2014年1月17日（キングオブコメディ、THE GEESE）
  - 第4回：2014年5月23日（東京ダイナマイト、トータルテンボス）
  - 第5回：2014年7月6日（しずる、ジグザグジギー）
  - 第6回：2014年9月26日（ラバーガール、GAG少年楽団）
  - 第7回：2014年11月26日（トップリード、ニッチェ）
  - 第8回：2015年1月28日（とろサーモン、POISON GIRL BAND）
  - 第9回：2015年5月24日（三四郎、巨匠）
  - 第10回：2015年9月16日（インポッシブル、ジャングルポケット）
  - 第11回：2015年11月25日（S×L、ヤーレンズ）
  - 第12回：2016年3月1日（フルーツポンチ、さらば青春の光）
  - 第13回：2016年9月11日（TEAM BANANA、ゆーびーむ☆）
  - 第14回：2016年11月20日（ダイタク、インディアンス）
  - 第15回：2017年3月11日（地球、パーマ大佐）
  - 第16回：2017年5月15日（コマンダンテ、尼神インター）
  - 第17回：2017年7月20日（ライス、ななまがり）
  - 第18回：2017年9月27日（田畑藤本、笑撃戦隊）
  - 第19回：2017年10月30日（チョコレートプラネット、モグライダー）
  - 第20回：2018年3月27日（EXIT、ペコリーノ）
  - 第21回：2018年5月28日（アイロンヘッド、相席スタート）
- New York Yankees - ニューヨークを中心とした数組で行うコーナーライブ

## DVD
- THE NEW YORK〜Love&Peace〜ベスト・オブ・ニューヨーク（2016年3月2日、よしもとアール・アンド・シー）
- NEW YORK LIVE 2021-2023（2024年7月3日、よしもとミュージック）

単独ライブ「Natural」（2021年）「Last Message」（2022年）「虫の息」（2023年）の三本を収録したDVD-BOX作品。

## 著者
- 今更のはじめまして（2022年9月16日、ワニブックス）